# The King and I (Lied)
The King and I (englisch für „Der König und ich“) ist ein Lied des US-amerikanischen Rappers Eminem, das er zusammen mit dem Sänger CeeLo Green aufnahm. Der Song ist die vierte Singleauskopplung des Soundtracks zum Film Elvis und wurde am 16. Juni 2022 veröffentlicht. Kurz darauf war es auch auf Eminems Best-of-Album Curtain Call 2 enthalten.

## Inhalt
In The King and I preist Eminem Elvis Presley für dessen musikalisches Werk und referenziert dabei auf mehrere bekannte Songs des Künstlers. Er zieht Parallelen zwischen seiner und Elvis’ Karriere, da beide als weiße Musiker in einem schwarz-geprägten Musikgenre erfolgreich waren und heute als „King of Rock ’n’ Roll“ bzw. „King of Rap“ bezeichnet werden. Auch wurde beiden vorgeworfen, sich an schwarzer Musik zu bereichern. Daneben rappt Eminem auch über die schwierige Zeit vor seiner Karriere, in der er von Selbstzweifeln geplagt war und von seinem Vater verlassen wurde. Textlich sind zahlreiche Wortspiele, Vergleiche und Metaphern enthalten. Der Refrain wird von CeeLo Green gesungen. Der Titel The King and I spielt sowohl auf Elvis Presleys Status als „King of Rock ’n’ Roll“ als auch auf das gleichnamige Musical aus den 1950er-Jahren an.

“Now I’m about to explain to you all the parallels

Between Elvis and me, myself

It seems obvious: one, he’s pale as me

Second, we both been hailed as kings”

## Produktion
Der Song wurde von Eminem zusammen mit Dr. Dre produziert, wobei sie ein Sample des Stücks Jailhouse Rock von Elvis Presley verwendeten. Beide fungierten neben CeeLo Green, Luis Resto, Jerry Leiber und Mike Stoller auch als Autoren des Liedes.

## Single

### Covergestaltung
Das Singlecover zeigt ein rot-goldenes Ornament, in dessen Mitte sich der Titel The King & I befindet. Darüber bzw. darunter stehen die goldenen Schriftzüge Eminem und ft. CeeLo Green. Im unteren Teil befindet sich zudem die Anmerkung From the Original Motion Picture Soundtrack Elvis. Der Hintergrund ist schwarz gehalten.

### Chartplatzierungen
The King and I stieg am 30. Juni 2022 für eine Woche auf Platz 86 in die britischen Singlecharts ein.
| ChartsChartplatzierungen     | Höchstplatzierung | Wochen |
| ---------------------------- | ----------------- | ------ |
| Vereinigtes Königreich (OCC) | 86 (1 Wo.)        | 1      |